# Playa de Frejulfe
La playa de Frejulfe (oficialmente, en gallego-asturiano playa de Frexulfe) es una playa situada en el concejo asturiano de Navia, en España.
El arenal está cerca de la aldea de Frejulfe, perteneciente a la parroquia de Piñera y en ella desemboca el río Frejulfe.
En 2002, la playa de Frejulfe fue declarada monumento natural.

## Descripción
Situada a unos 5 kilómetros al este de Navia, se accede a la misma a través de la aldea de Frejulfe (parroquia de Piñera), que dista 4,5 km de la capital del concejo.
La playa tiene una longitud de aproximada de 800 metros y en su extremo oriental se encuentra la desembocadura del río Frejulfe.

## Monumento natural

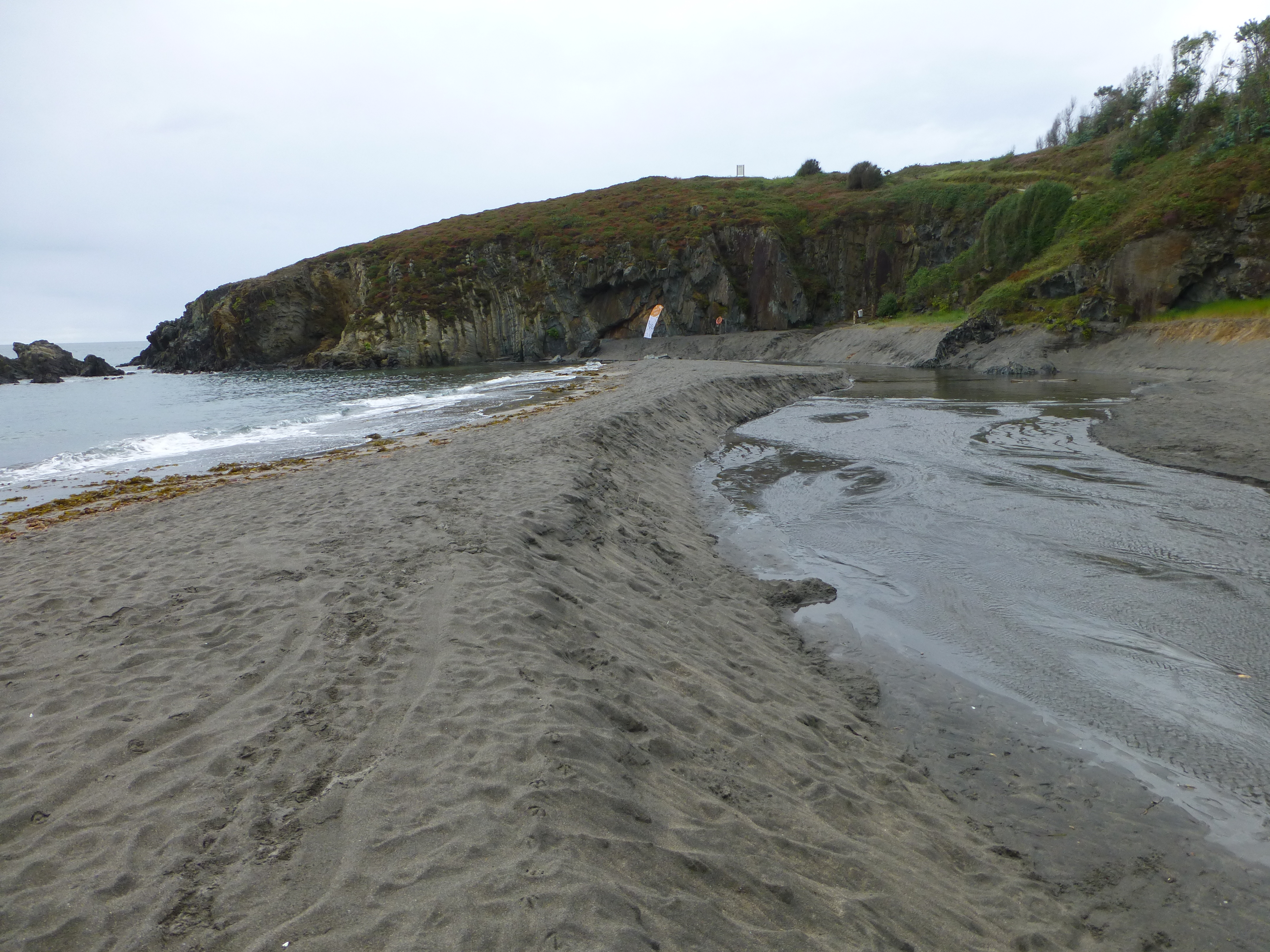
Desembocadura del río Frejulfe en la playa del mismo nombre.

La playa de Frejulfe fue declarada Monumento Natural mediante decreto 125/2002, de 3 de octubre, de la Consejería de Medio Ambiente del Principado de Asturias; además está catalogada como ZEPA y LIC. El monumento natural playa de Frejulfe comprende la playa de Frejulfe con su sistema dunar y parte de los acantilados que la bordean, así como el estuario que se forma en la parte foral del río Frejulfe.
La singularidad de las formaciones y especies que en ella se encuentran y su importancia dentro del contexto regional, hacen que sea de excepcional interés natural y patrimonial. Entre sus valores destacan un sistema dunar bastante bien conservado, con vegetación de dunas embrionarias y de dunas blancas, en el que se encuentran algunas especies incluidas en el Catálogo Regional de Especies Amenazadas de la Flora Asturiana, como Euphorbia peplis (sensible a la alteración del hábitat), Otanthus maritimus (vulnerable) y Ruppia maritima (vulnerable). Por su parte, el pequeño estuario formado en la desembocadura del río Frejulfe constituye la única localidad asturiana conocida con céspedes de Eleocharis parvula, hábitat de interés comunitario y especie en peligro de extinción. A todo ello, se une la presencia de otros hábitats prioritarios de interés comunitario (vegetación de lagunazos y estanques costeros, brezales halófilos) y de otros no prioritarios (vegetación de acantilados atlánticos, pastizales salinos atlánticos).

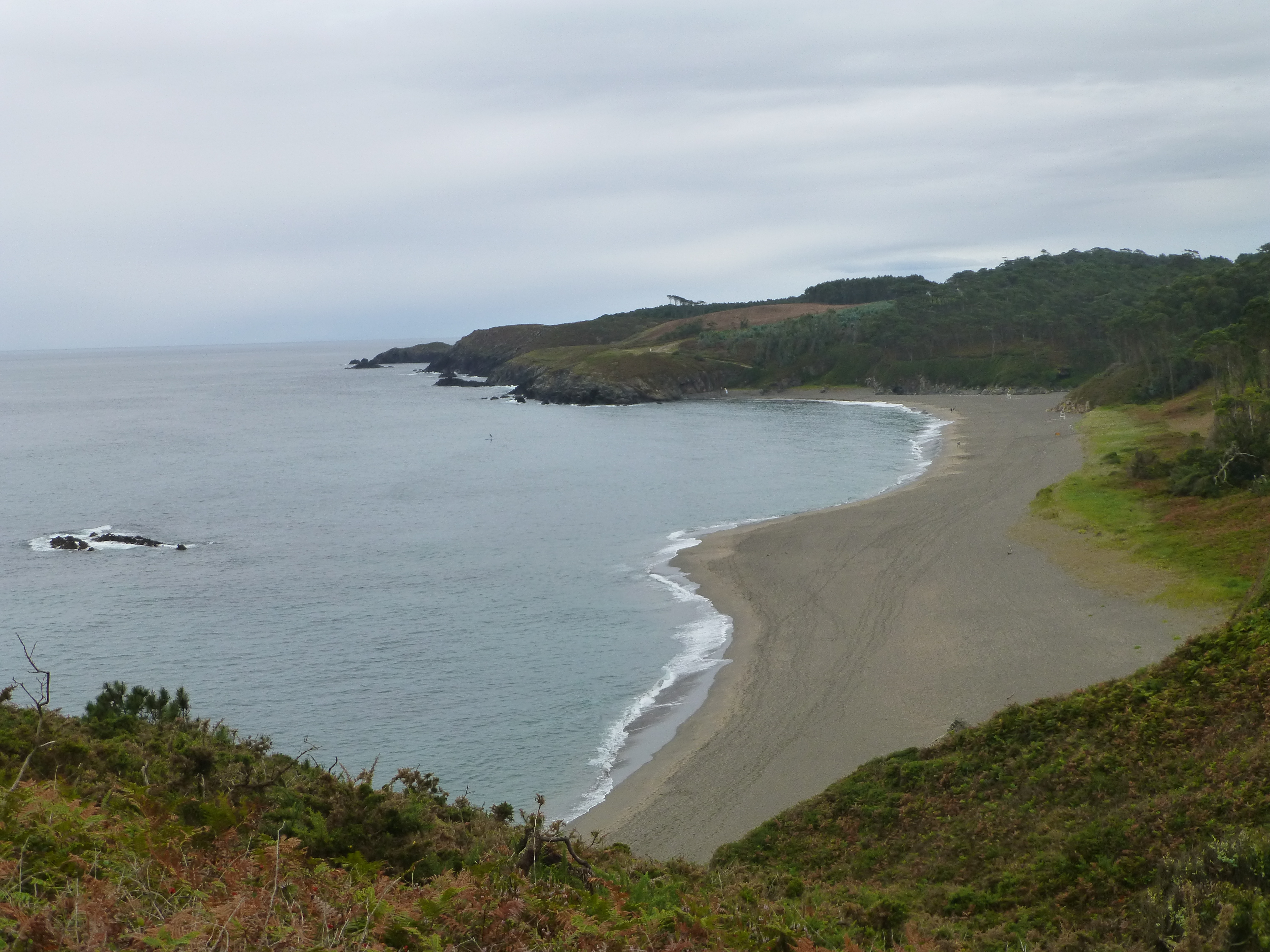
Playa de Frejulfe desde el acantilado oeste.

Entre sus valores faunísticos destaca la presencia habitual de especies animales incluidas, a su vez, en el Catálogo Regional de Especies Amenazadas de la Fauna Asturiana, como es el caso de la nutria (catalogada como de interés especial), la rana verde (catalogada como especie vulnerable) y la presencia más esporádica del ostrero, especie sensible a la alteración del hábitat, y el cormorán moñudo, catalogada de interés especial.
La calidad ambiental de la playa de Frejulfe y su entorno inmediato hicieron necesaria la introducción de normas de protección que previnieran los efectos negativos de los factores lesivos, que pudieran causar la pérdida de los valores y elementos que determinaban el interés de conservación de este espacio.
La superficie total de la zona protegida mide 15 hectáreas con terreno eminentemente dunar y su vegetación característica. La playa es abierta y tiene una longitud de 800 m aproximadamente, con dos acantilados a cada lado, lo que permite el anidamiento de numerosas aves, alguna de ellas protegidas como el ostrero o el cormorán moñudo.
Su fácil acceso hace especialmente importante el esfuerzo para su conservación.